# Mierzeja Kurońska

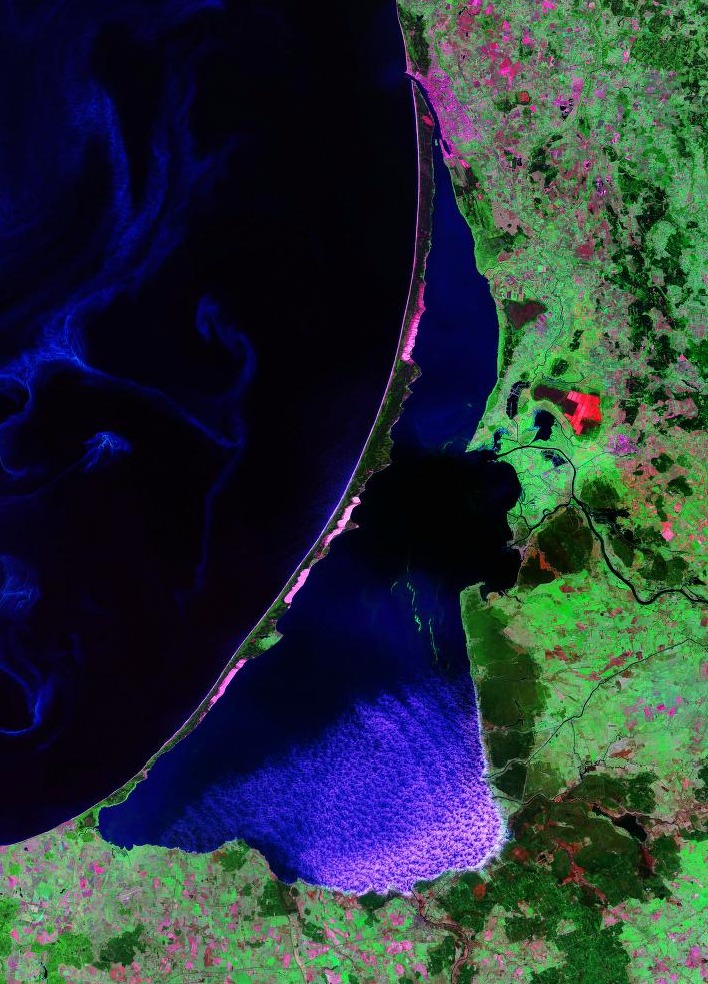
Landsat

Mierzeja Kurońska (lit. Kuršių nerija, ros. Куршская коса [Kurszskaja kosa], łot. Kuršu kāpas, niem. Kurische Nehrung) – wąski, długi półwysep, w postaci piaszczystego wału, w południowo-wschodniej części wybrzeża Morza Bałtyckiego. Jest ona półwyspem podrzędnym Półwyspu Sambijskiego. Mierzeja oddziela Zalew Kuroński od otwartego Morza Bałtyckiego.
- Długość: 98 km (w tym 50 km na Litwie)
- Szerokość: od 400 metrów w rejonie Sarkawy(inne języki) do 3800 metrów w rejonie przylądka Bulwiko, na północ od Nidy[1].

Mierzeja jest podzielona pomiędzy Rosję (część południowa) i Litwę (część północna). Znajdują się na niej drugie pod względem wysokości kompleksy wydm w Europie po Zatoce Biskajskiej. Cały obszar litewskiej części mierzei jest administracyjnie w granicach miast Nerynga i Kłajpeda. W 1991 utworzony został Park Narodowy Mierzei Kurońskiej obejmujący obszar mierzei wraz z przyległymi obszaram morza i zalewu.
W 2000 r. Mierzeja Kurońska została zapisana na liście światowego dziedzictwa UNESCO.

## Historia
W X-XI wieku mierzeja była zamieszkana przez wikingów, którzy zamieszkiwali okolice dzisiejszego osiedla Rosity. Pierwsze ślady ich obecności zostały znalezione przez niemieckich archeologów w 1893 roku, jednak dopiero w 2008 roku w trakcie rosyjskich prac ustalono, że było to ich stałe miejsce zamieszkania.
Nazwa pochodzi od bałtyjskiego plemienia Kurów, którzy do średniowiecza zamieszkiwali zachodnią część obecnej Litwy i Łotwy. Po wyludnieniu w okresie podbojów krzyżackich z północy napłynęli rybacy pochodzący z obszaru późniejszego Księstwa Kurlandzkiego. Jeszcze na początku XX w. podróżnych zaskakiwała możliwość porozumienia się z niektórymi miejscowymi, poza niemieckim, również przy użyciu łotewskiego. Po II wojnie światowej tak jak w całym b. Okręgu Kłajpedzkim ludność autochtoniczna została wysiedlona.
Początkowo Mierzeja Kurońska była zalesiona. Na początku XVIII w. przez mierzeję przebiegał szlak pocztowy z Europy Zachodniej do Rosji. Wzrost populacji i nadmierny wypas bydła doprowadził do zniszczenia delikatnej roślinności, a lasy zostały przetrzebione. W roku 1757, w czasie wojny siedmioletniej, armia rosyjska na potrzeby drewna do budowy setek łodzi o płytkim zanurzeniu, które miały być wykorzystane do oblężenia Królewca, wycięła pozostałe lasy. W następnych dziesięcioleciach wiatr naniósł zwały piachu, doprowadziło to do nieodwracalnego zniszczenia tego obszaru - lasy zajmowały wtedy tylko około 10% terenu mierzei.
Georg David Kuwert (1787-1856), właściciel stacji pocztowej w Nidzie wraz ze swym ojcem, Gottliebem, chciał odtworzyć pierwotny leśny krajobraz. W 1825 przystąpili do ponownego zalesiania mierzei, kontynuowanego przez ponad sto lat z pomocą europejskich naukowców. Wzmocniono grunt specjalną odmianą głęboko ukorzeniającej się trawy oraz teren obsadzono różnymi odmianami lokalnymi i sprowadzanych z innych zakątków świata wytrzymałych sosen i brzóz. Doprowadziło to do stanu obecnego, gdzie około 75% tego obszaru jest zalesione z czego 3/4 to lasy sosnowe, a wydmy zajmują 12% lądu.

## Turystyka
Litewska część Mierzei jest popularną atrakcją turystyczną. Centrum ruchu turystycznego stanowi miasto Nida, gdzie znajdują się hotele, apartamenty, pola namiotowe i restauracje. Mierzeja Kurońska odwiedzana jest przez około 8 tys. osób dziennie. Na mierzei występuje około 900 gatunków roślin. Lasy zamieszkują łosie, sarny, lisy i dziki oraz ponad 100 gatunków ptaków, a każdego roku migruje tędy ok. miliona ptaków. Można tu też uprawiać windsurfing i żeglarstwo. Istnieją również liczne muzea, które prezentują jantarową biżuterię. W Sarkawie znajduje się Muzeum Państwowego Przyrodniczego Parku Narodowego „Mierzeja Kurońska”, a nieopodal w Piłkopie tzw. Tańczący las, utworzony przez drzewa powyginane w kierunku wschodnim.
Przez mierzeję prowadzi droga krajowa 167 i ścieżka rowerowa między Smiltynė i Nidą o długości ok. 50 km, która w ostatnich latach została wyremontowana. Jej przebieg pokrywa się na tym odcinku z trasą rowerową wokół Bałtyku EuroVelo10.